# 中华人民共和国青年运动会
中华人民共和国青年运动会（英语：China National Youth Games），简称青运会，脱胎于“奥运战略”助推器的全国城市运动会。为了与青年奥林匹克运动会接轨，发现和培养竞技体育后备人才，经国务院批准，国家体育总局于2013年11月21日将全国城市运动会更名为全国青年运动会。原有的第八屆城市運動會轉型為第一屆青年運動會。举办2届后，原定的第三届青年运动会与学生运动会合并为中华人民共和国学生（青年）运动会（简称“学青会”）。与全运会不同的是，代表团以城市为单位组团参加。

## 会标
会标的设计沿袭了中国传统文化理念，是一个“青”字的变形，主色调是红色跟黄色，充满喜庆，整体设计视觉冲击力大。青运会是属于年轻人的大舞台，丰富的立体感设计跟体育运动良好的结合在一起。青运会本着给国家体育事业输送新鲜血液的目的，意在希望小运动员们在赛场上能够奋取拼搏，超越自我，翱翔在体育的世界。希望青运会的每一位运动员将青运精神传递下去。

## 项目
青运会沿袭其前身全国城市运动会的项目设置规则，即以第五届城市运动会项目设置为基础，参照2008北京奥运会的28大项规格，共设置了田径、游泳、球类等26个大项。

## 历届青年运动会
| 屆數   | 舉辦時間                 | 舉辦地       | 代表團數 | 運動員人數 |
| ------ | ------------------------ | ------------ | -------- | ---------- |
| 第一屆 | 2015年10月18日－10月27日 | 福建省福州市 | 55       | 7959       |
| 第二屆 | 2019年8月8日－8月18日    | 山西省太原市 | 34       | 33517      |

## 关联条目
- 中华人民共和国学生（青年）运动会
- 中华人民共和国学生运动会